# جيني لينا
جيني لينا (بالهولندية: Jennie Willemstijn)‏ هي مغنية هولندية، ولدت في 1 ديسمبر 1977 في بورميراند في هولندا.

## وصلات خارجية
- الموقع الرسمي
- جيني لينا على موقع IMDb (الإنجليزية)
- جيني لينا على موقع ميوزك برينز (الإنجليزية)
- جيني لينا على موقع أول ميوزيك (الإنجليزية)
- جيني لينا على موقع ديسكوغز (الإنجليزية)